# The Witch and the Beast
The Witch and the Beast (魔女と野獣?, Majo to yajū) è un manga scritto e disegnato da Kousuke Satake. È stato inizialmente serializzato dal 3 novembre 2016 sulla rivista Young Magazine the 3rd per poi essere trasferito su Monthly Young Magazine di Kōdansha. Al 19 agosto 2022 sono stati pubblicati 10 volumi tankōbon; tuttavia, a causa delle condizioni di salute dell'autore, il manga è entrato in pausa nello stesso anno. Un adattamento anime prodotto da Yokohama Animation Laboratory è stato trasmesso dall'11 gennaio al 4 aprile 2024.

## Trama
Un giorno, in una città fanno la loro apparizione Ashaf, un uomo pacato dai lineamenti delicati che trasporta una bara sulla schiena, e Guideau, un affascinante ragazza dalle lunghe zanne e con gli occhi di una bestia, i quali sono alla ricerca di una strega. Mentre sono in cerca di informazioni, arriva un gigantesco squalo volante che vuole portare la devastazione sul luogo ma sopraggiunge Ione, una famosa strega che viene considerata dagli abitanti come un'eroina, che riesce ad uccidere facilmente il mostro grazie ai suoi poteri magici. A questo punto Guideau rivela di odiare a morte Ione perché la considera un mostro come il resto delle streghe, così la attacca ma viene fermata dai poteri della sua avversaria, dopodiché si calma grazie all'intervento di Ashaf che invece tiene un tono più diplomatico. Il duo è così costretto a ritirarsi per aver fatto infuriare la folla e promettono di incontrarsi in un secondo momento. In seguito raggiungono la villa dove abita la donna e qui incontrano Mary, una ragazza a cui è stata salvata la vita da Ione, che spiega che per molti anni questa città ha perseguitato le streghe a causa di una di loro che era malvagia e per fare ammenda Ione ha deciso di utilizzare i propri poteri per salvare le persone con l'intento di riscattare il nome delle streghe. Tornati all'hotel, Ashaf conduce delle indagini in merito ad Ione e dopo essersi accertato che questa strega è malvagia, procede assieme a Guideau per ucciderla, dato che il loro compito è quello di dare caccia alle streghe che portano scompiglio.

## Personaggi
Guideau (ギド?, Gido)
Doppiata da: Yō Taichi
Ashaf (アシャフ?, Ashafu)
Doppiato da: Toshiyuki Morikawa
Ione (イオーネ?, Iōne)
Doppiata da: Yoko Hikasa
Mary (マリー?, Marī)
Doppiata da: Noriko Shibasaki
Kiera Haines (キーラ・ヘインス?, Kīra Heinsu)
Doppiata da: Junko Minagawa
Reuben Cole (ルーベン・コール?, Rūben Kōru)
Doppiato da: Hidenobu Kiuchi
Shulk (シュルク?, Shuruku)
Doppiato da: Atsushi Kousaka
Loran (ロラン?, Roran)
Doppiato da: Takuma Terashima
Phanora Kristoffel (ファノーラ・クリストフル?, Fanōra Kurisutofuru)
Doppiata da: Saori Hayami
Johan (ヨハン?, Yohan)
Doppiato da: Ryōta Ōsaka
Jeff Enker (ジェフ・エンカー?, Jefu Enkā)
Doppiato da: Hozumi Gōda
Necromancer (死霊魔術師?, Shiryō Majutsushi)
Doppiato da: Nozomu Sasaki
Helga Velvet (へルガ・ベルベット?, Heruga Berubetto)
Doppiata da: Miyu Tomita
Spada magica Ashgan (魔剣アシュガン?, Maken Ashugan)
Doppiato da: Rintarō Nishi
Matt Cougar (マット・クーガ?, Matto Kūga)
Doppiato da: Akira Ishida
Il boia (処刑人?, Shokei hito)
Doppiato da: Kazuhiro Yamaji
Farmus (ファーマス?, Fāmasu)
Doppiato da: Kōsei Hirota
Lowell (ローエル?, Rōeru)
Doppiata da: Yū Kobayashi

## Media

### Manga
La serie, scritta e disegnata da Kousuke Satake, viene serializzata dal 3 novembre 2016 sulla rivista Young Magazine the 3rd. A seguito della chiusura della testata, il manga è stato spostato a partire dal 20 maggio 2021 su Monthly Young Magazine sempre di Kōdansha. I capitoli vengono raccolti in volumi tankōbon dal 20 settembre 2017; al 19 agosto 2022 il numero totale ammonta a 10; tuttavia, a causa delle condizioni di salute dell'autore, il manga è entrato in pausa nello stesso anno.
In Italia la serie è stata annunciata durante il Lucca Comics & Games 2022 da Panini Comics che la pubblica sotto l'etichetta Planet Manga dal 16 febbraio 2023. La traduzione dei testi è curata da Gianluca Bevere, mentre il lettering è realizzato da Tatiana Bonora.

#### Volumi
| 1  | 20 settembre 2017 | ISBN 978-4-06-382968-6 | 16 febbraio 2023  | ISBN 978-88-287-2884-9 (ed. regolare) ISBN 978-88-287-4498-6 (ed. limitata) |
| 1  | Capitoli - 1. Atto primo - La strega e la città cremisi (“魔女”と紅蓮の街―序幕―?, “Majo” to guren no machi ―Jo maku―) - 2. Atto secondo - La strega e la città cremisi (“魔女”と紅蓮の街―終幕―?, “Majo” to guren no machi ―Shū maku―) - 3. Giorni di pace (平和な日々?, Heiwana hibi) - 4. Il passatempo della strega (魔女の戯れ?, Majo no tawamure) |                        |                   |                                                                             |
| 2  | 20 dicembre 2017 | ISBN 978-4-06-510306-7 | 16 marzo 2023     | ISBN 978-88-287-4554-9                                                      |
| 2  | Capitoli - 5. Il prezzo del passatempo (戯れの代償?, Tawamure no daishō) - 6. Bellezza e morte - Atto primo (美と死―序幕―?, Bi to shi ―Jo maku―) - 7. Bellezza e morte - Atto secondo (美と死―第二幕―?, Bi to shi ―Dai ni maku―) - 8. Bellezza e morte - Atto terzo (美と死―第三幕―?, Bi to shi ―Dai san maku―) - 9. Bellezza e morte - Atto finale (美と死―終幕―?, Bi to shi ―Shū maku―) - 10. La strega e la spada magica - Atto primo (魔女と魔剣―序幕―?, Majo to maken ―Jo maku―) |                        |                   |                                                                             |
| 3  | 20 settembre 2018 | ISBN 978-4-06-512701-8 | 18 maggio 2023    | ISBN 978-88-287-4475-7                                                      |
| 3  | Capitoli - 11. La strega e la spada magica - Atto secondo (魔女と魔剣―第二幕―?, Majo to maken ―Dai ni maku―) - 12. La strega e la spada magica - Atto terzo (魔女と魔剣―第三幕―?, Majo to maken ―Dai san maku―) - 13. La strega e la spada magica - Atto quarto (魔女と魔剣―第四幕―?, Majo to maken ―Dai shi maku―) - 14. La strega e la spada magica - Atto quinto (魔女と魔剣―第五幕―?, Majo to maken ―Dai go maku―) - 15. La strega e la spada magica - Atto sesto (魔女と魔剣―第六幕―?, Majo to maken ―Dai roku maku―) - 16. La strega e la spada magica - Atto settimo (魔女と魔剣―第七幕―?, Majo to maken ―Dai nana maku―) - 17. La strega e la spada magica - Atto ottavo (魔女と魔剣―第八幕―?, Majo to maken ―Dai hachi maku―)  |                        |                   |                                                                             |
| 4  | 20 febbraio 2019 | ISBN 978-4-06-514555-5 | 20 luglio 2023    | ISBN 978-88-287-4991-2                                                      |
| 4  | Capitoli - 18. La strega e la spada magica - Atto nono (魔女と魔剣―第九幕―?, Majo to maken ―Dai kyū maku―) - 19. La strega e la spada magica - Atto decimo (魔女と魔剣―第十幕―?, Majo to maken ―Dai jū maku―) - 20. La strega e la spada magica - Atto undicesimo (魔女と魔剣―第十一幕―?, Majo to maken ―Dai jū ichi maku―) - 21. La strega e la spada magica - Atto finale (魔女と魔剣―終幕―?, Majo to maken ―Shūmaku―) - 22. Il motivo per cui non è rimasta ad aspettare (“待て”のできない事情?, “Mate” no dekinai jijō) |                        |                   |                                                                             |
| 5  | 19 settembre 2019 | ISBN 978-4-06-516935-3 | 14 settembre 2023 | ISBN 978-88-287-5616-3                                                      |
| 5  | Capitoli - 23. La strega eterna (永遠なる魔女?, Eien naru majo) - 24. Eloquenza e silenzio - Atto primo (雄弁と沈黙─序幕─?, Yūben to chinmoku ─Jo maku─) - 25. Eloquenza e silenzio - Atto secondo (雄弁と沈黙─第二幕─?, Yūben to chinmoku ─Dai ni maku─) - 26. Eloquenza e silenzio - Atto terzo (雄弁と沈黙─第三幕─?, Yūben to chinmoku ─Dai san maku─) - 27. Eloquenza e silenzio - Atto finale (雄弁と沈黙─終幕─?, Yūben to chinmoku ─Shū maku─) - 28. Il quarto piano sotterraneo - Prologo (地下4階─序幕─?, Chika 4 kai ─Jo maku─) |                        |                   |                                                                             |
| 6  | 18 marzo 2020 | ISBN 978-4-06-519002-9 | 30 novembre 2023  | ISBN 978-88-287-7161-6                                                      |
| 6  | Capitoli - 29. Il quarto piano sotterraneo - Atto secondo (地下4階─第二幕─?, Chika 4 kai ─Dai ni maku─) - 30. Il quarto piano sotterraneo - Atto terzo (地下4階─第三幕─?, Chika 4 kai ─Dai san maku─) - 31. Il quarto piano sotterraneo - Atto quarto (地下4階─第四幕─?, Chika 4 kai ─Dai yon maku─) - 32. Il quarto piano sotterraneo - Atto quinto (地下4階─第五幕─?, chika 4 kai ─Dai go maku─) - 0. La strega e i suoi capricci (特別読み切り 魔女と気まぐれ?, Tokubetsu yomikiri majo to kimagure) |                        |                   |                                                                             |
| 7  | 20 ottobre 2020 | ISBN 978-4-06-521003-1 | 25 gennaio 2024   | ISBN 978-88-287-7596-6                                                      |
| 7  | Capitoli - 33. Il quarto piano sotterraneo - Atto sesto (地下4階─第六幕─?, Chika 4 kai ─Dai roku maku─) - 34. Il quarto piano sotterraneo - Atto settimo (地下4階─第七幕─?, Chika 4 kai ─Dai nana maku─) - 35. Il quarto piano sotterraneo - Atto ottavo (地下4階─第八幕─?, Chika 4 kai ─Dai hachi maku─) - 36. Il quarto piano sotterraneo - Atto nono (地下4階─第九幕─?, Chika 4 kai ─Dai kyū maku─) - 37. Il quarto piano sotterraneo - Atto decimo (地下4階─第十幕─?, Chika 4 kai ─Dai jū maku─) |                        |                   |                                                                             |
| 8  | 20 aprile 2021 | ISBN 978-4-06-522941-5 | 28 marzo 2024     | ISBN 978-88-287-8255-1                                                      |
| 8  | Capitoli - 38. Il quarto piano sotterraneo - Atto undicesimo (地下4階─第十一幕─?, Chika 4 kai ─Dai jū ichi maku─) - 39. Il quarto piano sotterraneo - Atto dodicesimo (地下4階─第十二幕─?, Chika 4 kai ─Dai jū ni maku─) - 40. Il quarto piano sotterraneo - Atto tredicesimo (地下4階─第十三幕─?, Chika 4 kai ─Dai jū san maku─) - 41. Il quarto piano sotterraneo - Atto finale (地下4階─終幕─?, Chika 4 kai ─Shūmaku─) |                        |                   |                                                                             |
| 9  | 20 gennaio 2022 | ISBN 978-4-06-526484-3 | 30 maggio 2024    | ISBN 978-88-287-8719-8                                                      |
| 9  | Capitoli - 42. La reliquia della strega (“魔女の遺物”?, “Majo no ibutsu”) - 43. Il caos nella tempesta - Atto primo (嵐の中は混沌─序幕─?, Arashi no naka wa konton ─Jo maku─) - 44. Il caos nella tempesta - Atto secondo (嵐の中は混沌─第二幕─?, Arashi no naka wa konton ─Dai ni maku─) - 45. Il caos nella tempesta - Atto terzo (嵐の中は混沌─第三幕─?, Arashi no naka wa konton ─Dai san maku─) - 46. Il caos nella tempesta - Atto quarto (嵐の中は混沌─第四幕─?, Arashi no naka wa konton ─Dai shi maku─) - 47. Il caos nella tempesta - Atto quinto (嵐の中は混沌─第五幕─?, Arashi no naka wa konton ─Dai go maku─) - 48. Il caos nella tempesta - Atto sesto (嵐の中は混沌─第六幕─?, Arashi no naka wa konton ─Dai roku maku─) |                        |                   |                                                                             |
| 10 | 19 agosto 2022 | ISBN 978-4-06-529081-1 | 25 luglio 2024    | ISBN 978-88-287-9147-8                                                      |
| 10 | Capitoli - 49. Il nocciolo senza nome - Prologo (名もなき種子─序幕─?, Na mo naki shushi ─Jo maku─) - 50. Il nocciolo senza nome - Atto primo (名もなき種子─第一幕─?, Na mo naki shushi ─Dai ichi maku─) - 51. Il nocciolo senza nome - Atto secondo (名もなき種子─第二幕─?, Na mo naki shushi ─Dai ni maku─) - 52. Il nocciolo senza nome - Atto terzo (名もなき種子─第三幕─?, Na mo naki shushi ─Dai san maku─) - 53. Il nocciolo senza nome - Atto quarto (名もなき種子─第四幕─?, Na mo naki shushi ─Dai shi maku─) - 54. Il nocciolo senza nome - Atto quinto (名もなき種子─第五幕─?, Na mo naki shushi ─Dai go maku─) - 55. Il nocciolo senza nome - Atto sesto (名もなき種子─第六幕─?, Na mo naki shushi ─Dai roku maku─)          |                        |                   |                                                                             |

#### Capitoli non ancora in formatotankōbon
Questa lista è suscettibile di variazioni e potrebbe essere incompleta o non aggiornata.

- 56.  (名もなき種子ー第七幕ー?, Na mo naki shushi ─Dai nana maku─)
- 57.  (名もなき種子ー第八幕ー?, Na mo naki shushi ̄─Dai hachi maku─)
- 58.  (名もなき種子ー第九幕ー?, Na mo naki shushi ̄─Dai kyū maku─)

### Anime

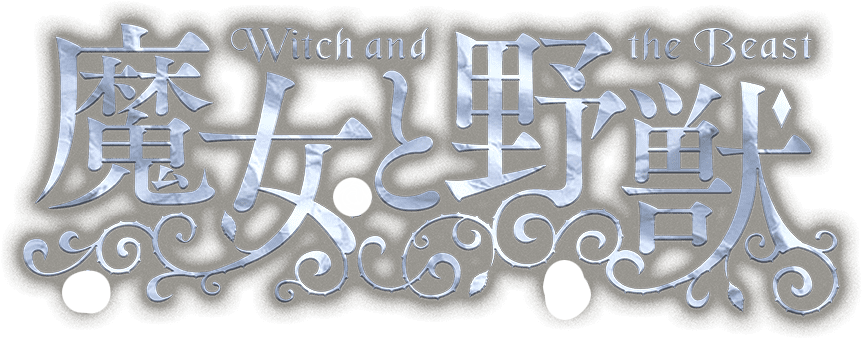
Logo della serie

Nell'agosto 2022 è stato annunciato un adattamento anime della serie. Successivamente è stato confermato che si tratta di una serie televisiva prodotta da Yokohama Animation Laboratory e diretta da Takayuki Hamana, con il character design di Hiroya Iijima. La serie è stata trasmessa in Giappone dall'11 gennaio al 4 aprile 2024 su TBS, BS11 e altre reti. La sigla d'apertura è Soumonka (相聞詩?) cantata dai Sokoninaru mentre quella di chiusura è Hikari no Trill (光のトリル?, Hikari no Toriru) di Yoshino Nanjō. I diritti per la distribuzione al di fuori dell'Asia sono stati acquistati da Crunchyroll che l'ha pubblicata in simulcast in versione sottotitolata in vari Paesi del mondo, tra cui l'Italia. Plus Media Networks Asia ha concesso in licenza la serie nel sud-est asiatico.

#### Episodi
| Nº | Titolo italiano Giapponese 「Kanji」 - Rōmaji                                                        | In onda          | In onda |
| Nº | Titolo italiano Giapponese 「Kanji」 - Rōmaji                                                        | Giapponese       |         |
| 1  | La strega e la città cremisi 「魔女と紅蓮の街」 - Majo to guren no machi                             | 11 gennaio 2024  |         |
| 2  | Il passatempo della strega — Prologo — 「魔女の戯れ―序幕―」 - Majo no tawamure ―Jo maku―             | 18 gennaio 2024  |         |
| 3  | Il passatempo della strega — Atto finale — 「魔女の戯れ―終幕―」 - Majo no tawamure ―Shū maku―        | 25 gennaio 2024  |         |
| 4  | Bellezza e morte — Primo atto — 「美と死―序幕―」 - Bi to shi ―Jo maku―                               | 1º febbraio 2024 |         |
| 5  | Bellezza e morte — Atto finale — 「美と死―終幕―」 - Bi to shi ―Shū maku―                             | 8 febbraio 2024  |         |
| 6  | La strega e la spada demoniaca — Primo atto — 「魔女と魔剣―序幕―」 - Majo to maken ―Jo maku―         | 15 febbraio 2024 |         |
| 7  | La strega e la spada demoniaca — Secondo atto — 「魔女と魔剣―第二幕―」 - Majo to maken ―Dai ni maku― | 29 febbraio 2024 |         |
| 8  | La strega e la spada demoniaca — Terzo atto — 「魔女と魔剣―第三幕―」 - Majo to maken ―Dai san maku―  | 7 marzo 2024     |         |
| 9  | La strega e la spada demoniaca — Atto finale — 「魔女と魔剣―終幕―」 - Majo to maken ―Shū maku―       | 14 marzo 2024    |         |
| 10 | La strega dell'Origine 「起源の魔女」 - Kigen no majo                                                | 21 marzo 2024    |         |
| 11 | Eloquenza e silenzio — Primo atto — 「雄弁と沈黙―序幕―」 - Yūben to chinmoku ―Jo maku―               | 28 marzo 2024    |         |
| 12 | Eloquenza e silenzio — Atto finale — 「雄弁と沈黙―終幕―」 - Yūben to chinmoku ―Shū maku―             | 4 aprile 2024    |         |

## Accoglienza
Come parte della guida ai manga dell'autunno 2021 di Anime News Network, Rebecca Silverman e Caitlin Moore hanno recensito il primo volume per il sito web. Entrambi i redattori hanno elogiato i disegni e il concetto che stava alla base della storia, ma hanno criticato come è stato eseguito quest'ultimo. Anche Sarah di Anime UK News ha elogiato i disegni, mentre ha criticato i personaggi. Contrariamente ad altri critici, Che Gilson di Otaku USA ha elogiato la trama e l'ambientazione oltre ai disegni. Nicola Gargiulo di MangaForever ha affermato che il primo volume immergeva il lettore in una vicenda altamente misteriosa, raccapricciante, dove i due protagonisti carismatici riuscivano a renderla più interessante, il tutto accompagnato dai disegni dell'autore, che ha adottato delle soluzioni artistiche interessanti.
La serie ha più di 500 000 copie in circolazione.